# خروف الورق
خروف الورق (بالإنجليزية: Leaf sheep)‏، المعروف ايضاً كـ «رخوي الورق» (بالإنجليزية: Leaf slug)‏، هو نوع من الرخويات البحرية زقية اللسان. على الرغم من كونها حيوانات فإنها تقوم بعملية البناء الضوئي بطريقة غير مباشرة، عن طريق الحصول على البلاستيدات من الطحالب التي تأكلها.

## وصف
اكتشفت عام 1993 على ساحل جزيرة كوروشيما اليابانية، وجدت خراف الورق في المياه القريبة من اليابان والفلبين وإندونيسيا. تعيش في المناخات الاستوائية. لها عينان غامقتان ومستشعرا رائحة بارزان من رؤوسها تشبهان اذني خاروف أو قرون استشعار الحشرات. تتفاوت في احجامها من 5 إلى 10 مليمتر في الطول.
خراف الورق قادرة على القيام بعملية حيوية تسمى "Kleptoplasty"، حيث تبقي على البلاستيدات الخضراء من الطحالب التي تأكلها. امتصاص هذه البلاستيدات يتيح لها القيام بعملية البناء الضوئي بطريقة غير مباشرة.

## معرض الصور

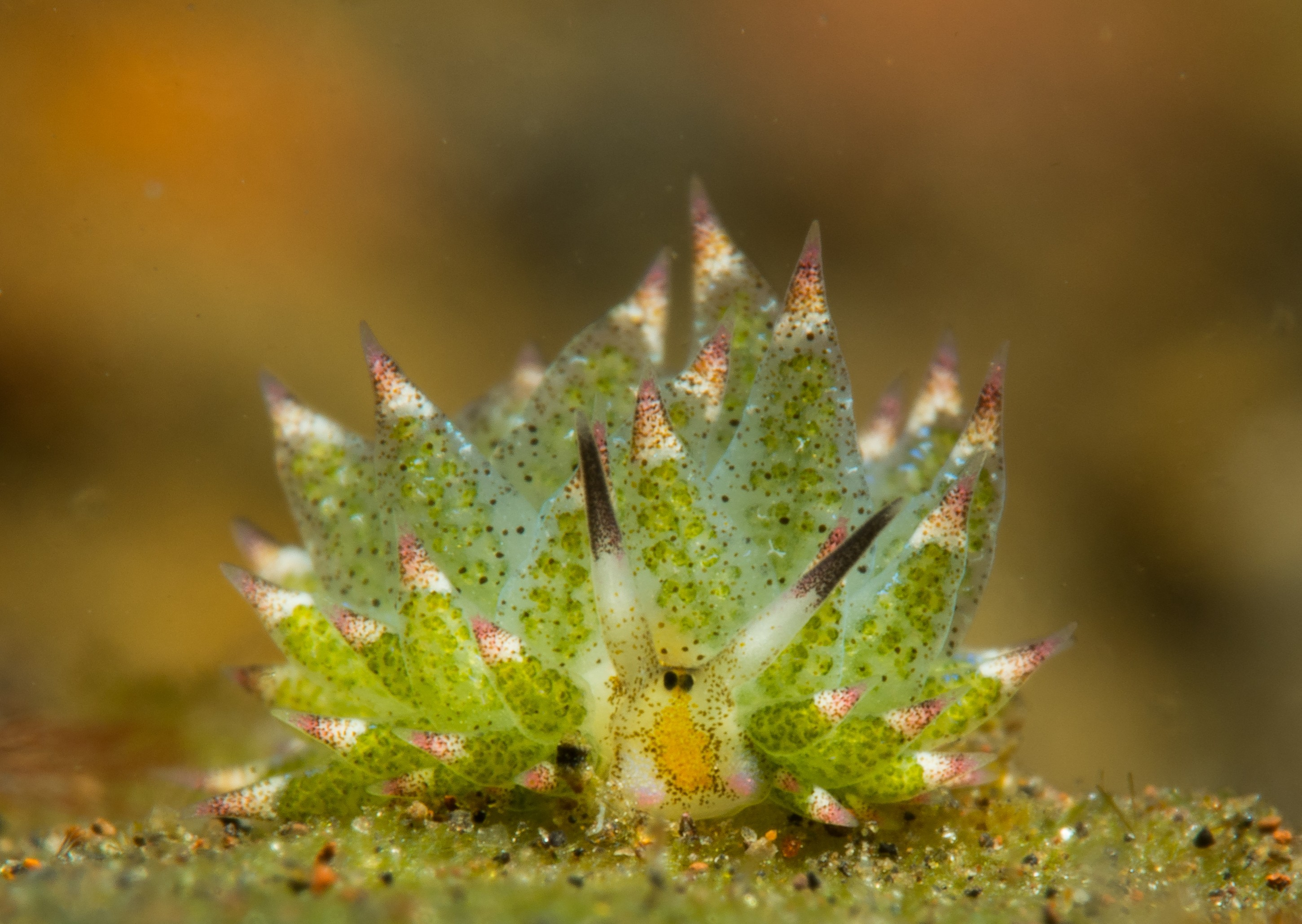
صورة امامية لخروف الورق.
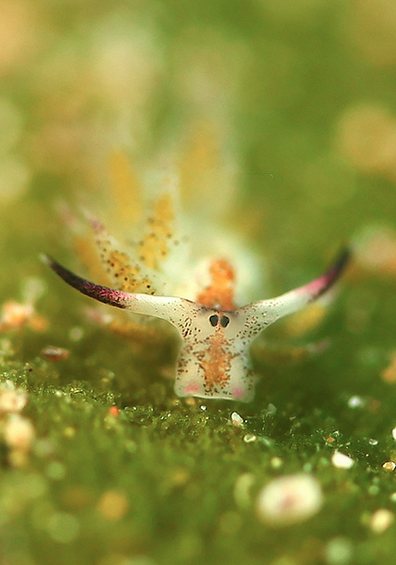
خروف ورق في باتانغاس، الفلبين.
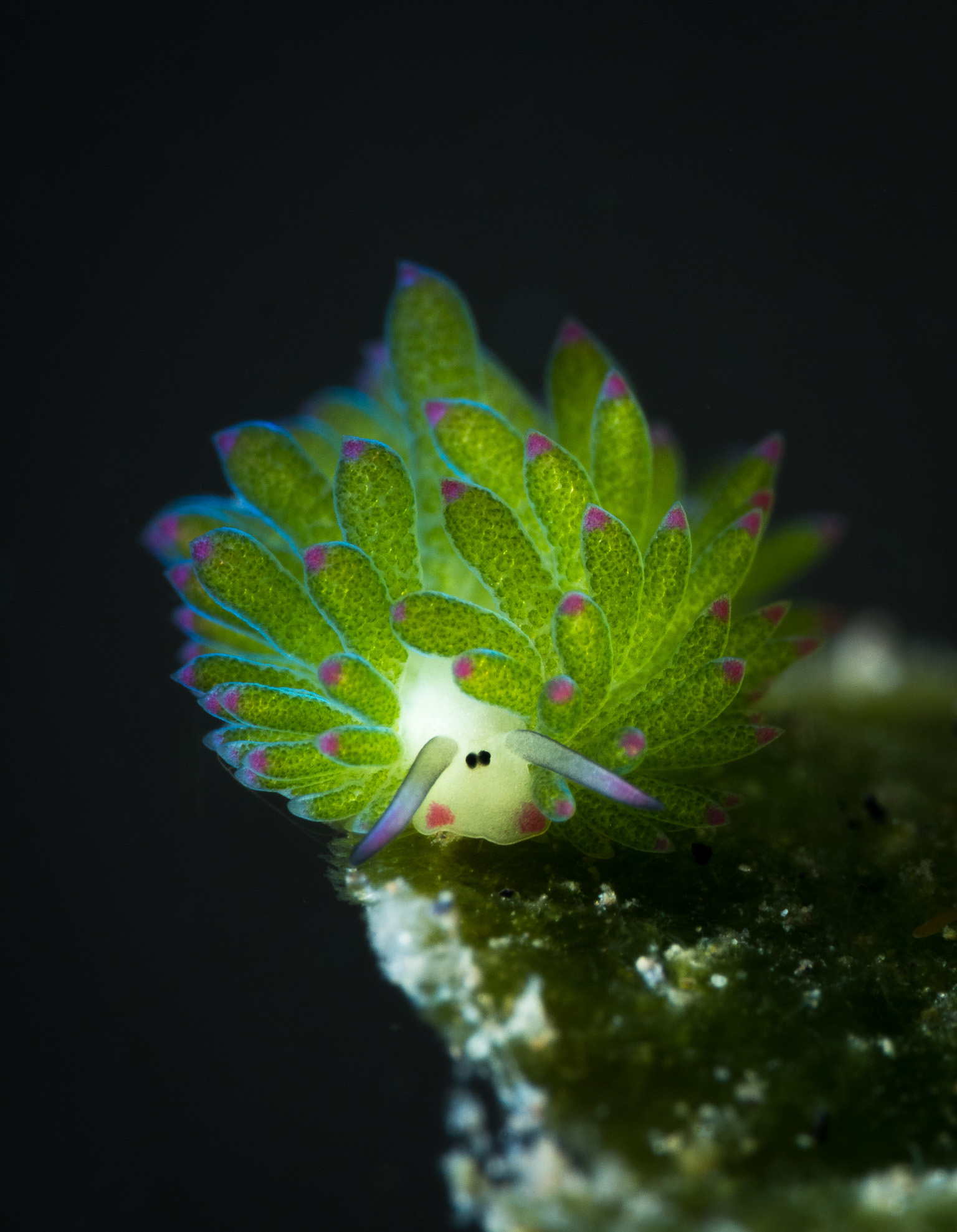
خروف ورق في حديقة واكاتوبي الوطنية، 2015.
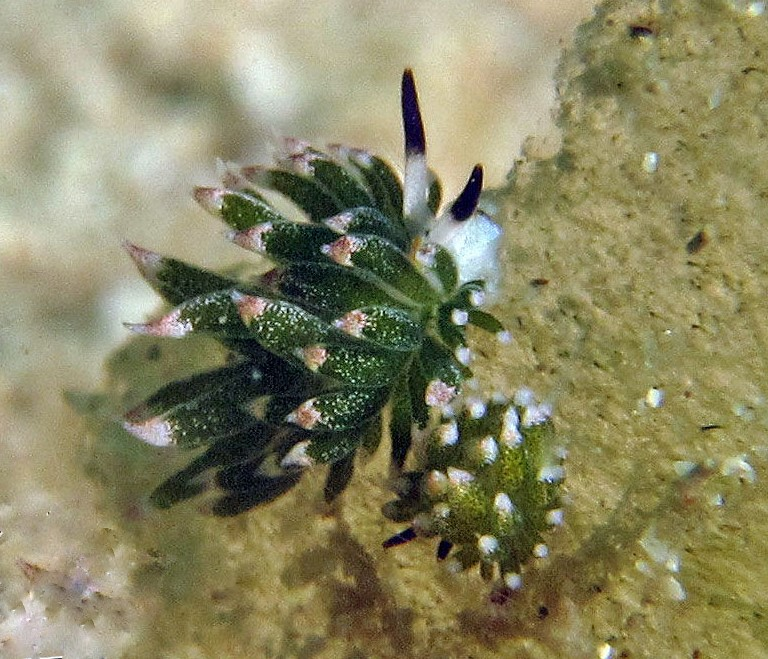
خروف ورق في كو فا نجان، 2014.
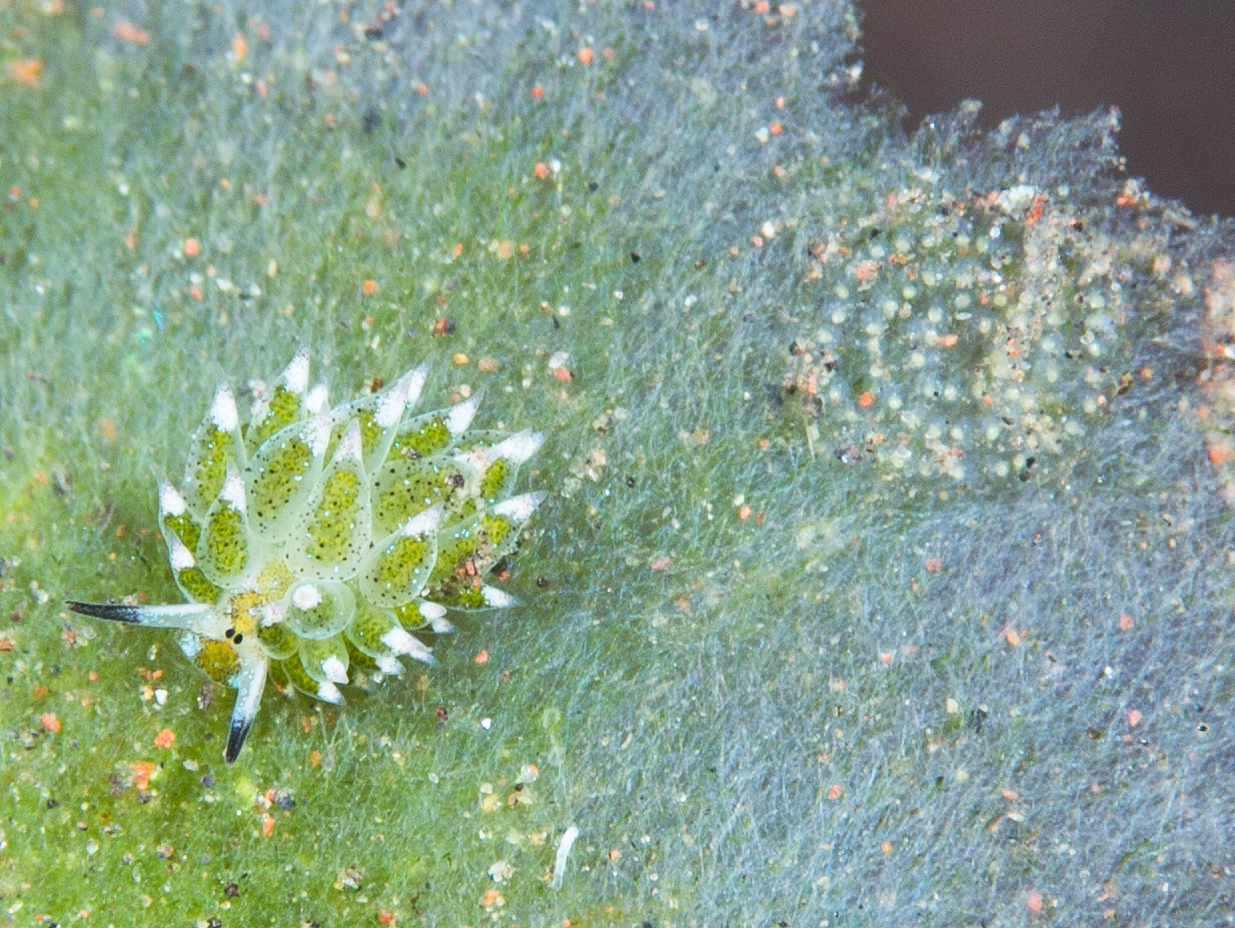
خروف ورق في بالي، إندونيسيا.

## وصلات خارجية
- معرض صور